# Cathi Unsworth

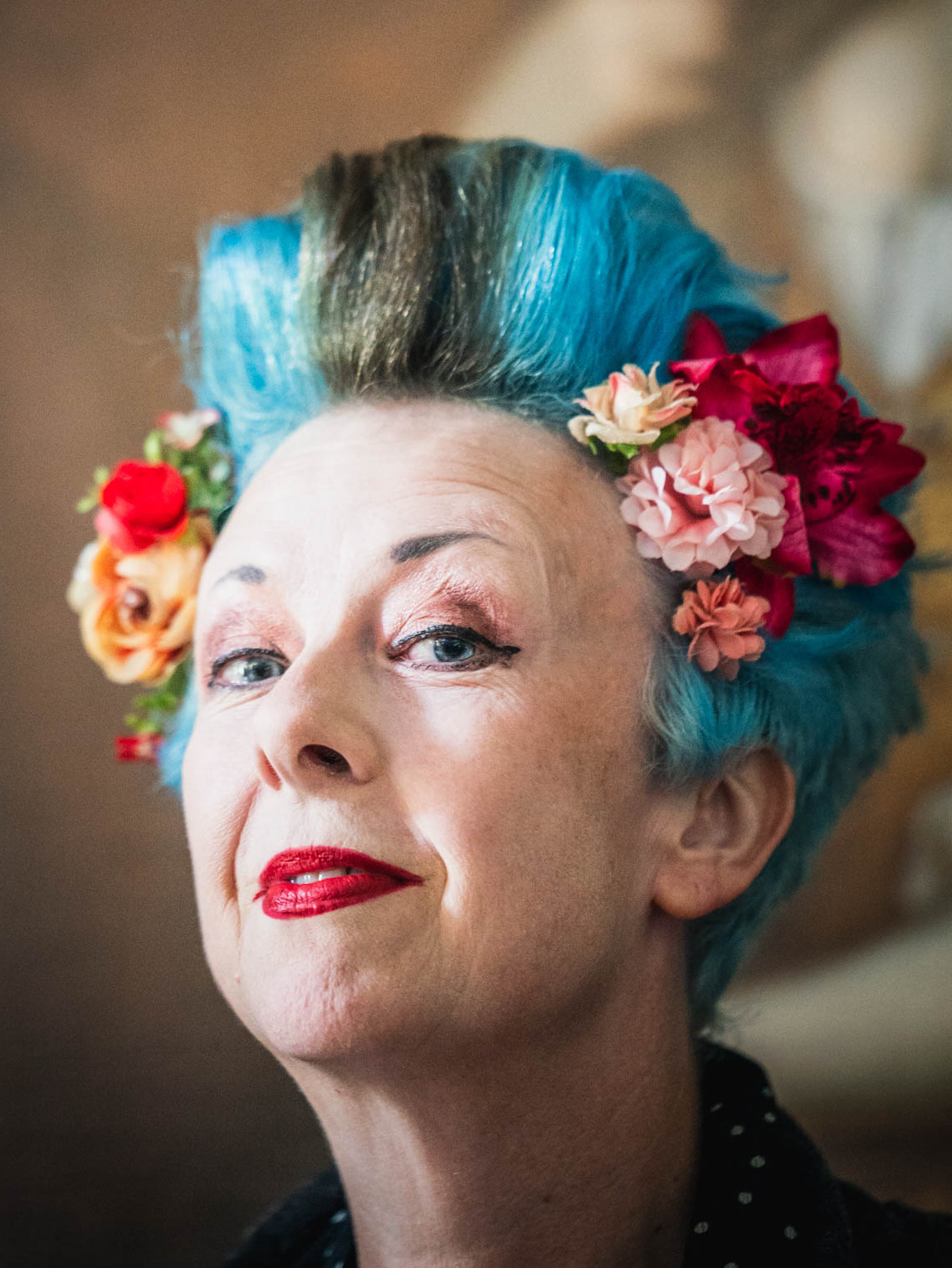
Cathi Unsworth (2024)

Cathi Unsworth (* 11. Juni 1968) ist eine britische Krimischriftstellerin.

## Leben
Unsworth begann mit neunzehn Jahren für das Musikmagazin Sounds zu schreiben. Sie studierte am London College of Fashion und arbeitete als Kritikerin und Redakteurin unter anderem für Melody Maker, Bizarre und The Guardian. Cathi Unsworth lebt in London. Opfer ist ihr vierter Roman und ihr bisher erfolgreichster.

## Werke

### Novellen
- The Not Knowing (2005)
- The Singer (2007)
- Bad Penny Blues (2009)
- Weirdo (2012)

### Kurzgeschichte
- London Noir: Capital Crime Fiction (2006) (as editor)

### Sonstige
- Man of Violence An essay for the sleeve notes for the DVD release from the BFI Flipside range.
- That Kind of Girl The sleeve notes for the DVD release from the BFI Flipside range.